# フットサル日本代表
フットサル日本代表（フットサルにほんだいひょう）は、日本サッカー協会 (JFA) により編成される日本のフットサルの男子ナショナルチームである。2012年には「SAMURAI5」（サムライファイブ）という公式愛称がつけられた。

## 歴史
1989年、FIFA主催の第1回FIFAフットサル世界選手権（当時はFIFA5人制室内サッカー世界選手権と呼称）に招待された のが日本代表の国際デビューとなった。この時のチームは日本サッカーリーグ (JSL) の本田技研の選手を中心に国士舘大学の野田知を加えて構成された。大会では、北澤豪が最終戦で2度の同点ゴールを決める活躍があったが、ベルギー（0-3）、アルゼンチン（1-2）、カナダ（2-6）に3戦全敗で終わった。次にフットサル日本代表が編成されたのは1992年の第2回世界選手権の東アジア予選のときだったが、このチームは日立製作所の選手で構成されていた。
1996年、アデマール・ペレイラ・マリーニョを監督に据え、 1996 FIFAフットサル世界選手権のアジア予選に臨んだが敗退した。1999年には第1回AFCフットサル選手権が開かれた。日本は1勝2分でグループステージを突破したが、準決勝でイランに敗れた後、3位決定戦でPK戦によりカザフスタンに敗れて4位となった。この時のチームは元サッカー日本代表選手のラモス瑠偉がキャプテンを務めた。
2003年、当時のサッカー日本代表監督ジーコの紹介により、元フットサルブラジル代表選手のセルジオ・サッポを監督に招聘した。2004年、2004 FIFAフットサル世界選手権のアジア予選を兼ねた2004 AFCフットサル選手権に準優勝して、1989年以来15年ぶりの本大会出場を果たした。本大会は1分2敗の勝ち点1のグループ最下位で終えた。 2008 FIFAフットサルワールドカップでは、2勝2敗でグループ3位となり敗退した。
2002年以降、日本はAFCフットサル選手権において4年連続で決勝に進んだが、毎回イランに敗れていた。2006年大会では準決勝でイランを5-1で降し、決勝では開催国ウズベキスタンを降して初優勝を果たした。しかし2007年は決勝で、2008年と2010年は準決勝で、いずれもイランに敗れている。2009年にスペイン人のミゲル・ロドリゴを監督に招聘。
2012年はタイを降して2度目の優勝を果たし、2012 FIFAフットサルワールドカップに出場した。同大会では三浦知良(横浜FC所属、元サッカー日本代表)がフットサル日本代表に選出された。グループリーグC組初戦では同大会で連覇を果たすブラジルに1-4で敗れたが、第2戦ではポルトガルに前半2-5とリードされながら、5人全員FPにしたパワープレイが功を奏し、5-5で引き分け、第3戦のリビア戦に4-2で勝利し、各組3位の中で最上位となり、初めて決勝トーナメントに進出した。決勝トーナメント1回戦ではウクライナに3-6で敗れベスト16で敗退となった。
2016年の大会は、GLは3戦全勝で決勝トーナメント進出を決めたものの決勝トーナメント準々決勝となったベトナム戦は先行しながら同点に追いつかれ、延長戦でも1点をとったものの終了間際に失点して同点となり、PK戦で1-2で敗れて連覇を逃し、2016 FIFAフットサルワールドカップ出場をかけた5位決定プレーオフ準決勝のキルギス戦に2-6で敗れワールドカップの連続出場を逃した。
2024年の大会は直前合宿にオリベイラ・アルトゥールと清水和也の主力2選手が負傷で離脱した影響をモロに受けて、初戦に8年前に敗れたキルギスに2-3で再び敗れた。韓国には5-0には勝利したものの、グループリーグ最終戦のタジキスタン戦は先制しながら後半追いつかれて1-1の引分けとなり、グループリーグ3位でフットサルアジアカップでは史上初めてグループリーグ敗退とともに12年ぶりの自力でのワールドカップ出場も逃した。

## ユニホーム
サッカー日本代表・サッカー女子日本代表と同じく、青を基調としたデザインを採用。

## 待遇
フットサル日本代表結成以来、日本サッカー協会(JFA)から支給される給料も賞与も無かったが、三浦知良が2012 FIFAフットサルワールドカップのフットサル日本代表招集の打診を受けた際に、JFA幹部に直談判して1勝につき1人5万円の勝利給が初めて支給されることになった。実際には、同大会グループリーグC組第3戦リビア戦の1勝の5万円に加え、決勝トーナメント進出(=ベスト16)ボーナス15万円程度(推定)が支給された。

## 主な大会記録

### FIFAワールドカップの成績
| 開催年 | 結果               | 試合     | 勝利     | 引分     | 敗戦     | 得点     | 失点     |
| ------ | ------------------ | -------- | -------- | -------- | -------- | -------- | -------- |
| 1989   | グループリーグ敗退 | 3        | 0        | 0        | 3        | 3        | 11       |
| 1992   | 予選敗退           | 予選敗退 | 予選敗退 | 予選敗退 | 予選敗退 | 予選敗退 | 予選敗退 |
| 1996   | 予選敗退           | 予選敗退 | 予選敗退 | 予選敗退 | 予選敗退 | 予選敗退 | 予選敗退 |
| 2000   | 予選敗退           | 予選敗退 | 予選敗退 | 予選敗退 | 予選敗退 | 予選敗退 | 予選敗退 |
| 2004   | グループリーグ敗退 | 3        | 0        | 1        | 2        | 5        | 11       |
| 2008   | グループリーグ敗退 | 4        | 2        | 0        | 2        | 13       | 24       |
| 2012   | ベスト16           | 4        | 1        | 1        | 2        | 13       | 17       |
| 2016   | 予選敗退           | 予選敗退 | 予選敗退 | 予選敗退 | 予選敗退 | 予選敗退 | 予選敗退 |
| 2021   | ベスト16           | 4        | 1        | 0        | 3        | 13       | 14       |
| 2024   | 予選敗退           | 予選敗退 | 予選敗退 | 予選敗退 | 予選敗退 | 予選敗退 | 予選敗退 |
| 合計   | 5/10               | 18       | 4        | 2        | 12       | 47       | 77       |

### AFCアジアカップの成績
| 開催年 | 結果               | 試合 | 勝利 | 引分 | 敗戦 | 得点 | 失点 |
| ------ | ------------------ | ---- | ---- | ---- | ---- | ---- | ---- |
| 1999   | 4位                | 5    | 1    | 3    | 1    | 18   | 18   |
| 2000   | 4位                | 6    | 3    | 0    | 3    | 36   | 26   |
| 2001   | 4位                | 7    | 2    | 1    | 4    | 25   | 29   |
| 2002   | 準優勝             | 7    | 6    | 0    | 1    | 20   | 10   |
| 2003   | 準優勝             | 6    | 5    | 0    | 1    | 37   | 9    |
| 2004   | 準優勝             | 7    | 6    | 0    | 1    | 49   | 10   |
| 2005   | 準優勝             | 8    | 7    | 0    | 1    | 48   | 9    |
| 2006   | 優勝               | 5    | 5    | 0    | 0    | 35   | 8    |
| 2007   | 準優勝             | 6    | 5    | 0    | 1    | 41   | 12   |
| 2008   | 3位                | 6    | 5    | 0    | 1    | 25   | 9    |
| 2010   | 3位                | 6    | 5    | 0    | 1    | 26   | 10   |
| 2012   | 優勝               | 6    | 6    | 0    | 0    | 25   | 5    |
| 2014   | 優勝               | 6    | 4    | 1    | 1    | 28   | 7    |
| 2016   | 7位                | 5    | 3    | 1    | 1    | 21   | 12   |
| 2018   | 準優勝             | 6    | 5    | 0    | 1    | 18   | 10   |
| 2022   | 優勝               | 6    | 5    | 0    | 1    | 17   | 7    |
| 2024   | グループリーグ敗退 | 3    | 1    | 1    | 1    | 8    | 4    |
| 合計   | 17/17              | 101  | 74   | 7    | 20   | 477  | 195  |

### アジアインドアゲームズの成績
| 開催年 | 結果    | 試合   | 勝利   | 引分   | 敗戦   | 得点   | 失点   |
| ------ | ------- | ------ | ------ | ------ | ------ | ------ | ------ |
| 2005   | 不参加  | 不参加 | 不参加 | 不参加 | 不参加 | 不参加 | 不参加 |
| 2007   | ベスト8 | 4      | 2      | 1      | 1      | 6      | 2      |
| 2009   | ベスト8 | 3      | 1      | 0      | 2      | 10     | 11     |
| 2013   | 準優勝  | 5      | 4      | 0      | 1      | 19     | 15     |
| 合計   | 3/4     | 12     | 7      | 1      | 4      | 35     | 28     |

### EAFFフットサル選手権の成績
| 開催年 | 結果   | 試合   | 勝利   | 引分   | 敗戦   | 得点   | 失点   |
| ------ | ------ | ------ | ------ | ------ | ------ | ------ | ------ |
| 2009   | 準優勝 | 5      | 4      | 0      | 1      | 32     | 9      |
| 2013   | 不参加 | 不参加 | 不参加 | 不参加 | 不参加 | 不参加 | 不参加 |
| 合計   | 1/2    | 5      | 4      | 0      | 1      | 32     | 9      |

### グランプリ・デ・フットサルの成績
| 開催年 | 結果   | 試合   | 勝利   | 引分   | 敗戦   | 得点   | 失点   |
| ------ | ------ | ------ | ------ | ------ | ------ | ------ | ------ |
| 2005   | 不参加 | 不参加 | 不参加 | 不参加 | 不参加 | 不参加 | 不参加 |
| 2006   | 不参加 | 不参加 | 不参加 | 不参加 | 不参加 | 不参加 | 不参加 |
| 2007   | 不参加 | 不参加 | 不参加 | 不参加 | 不参加 | 不参加 | 不参加 |
| 2008   | 不参加 | 不参加 | 不参加 | 不参加 | 不参加 | 不参加 | 不参加 |
| 2009   | 不参加 | 不参加 | 不参加 | 不参加 | 不参加 | 不参加 | 不参加 |
| 2010   | 不参加 | 不参加 | 不参加 | 不参加 | 不参加 | 不参加 | 不参加 |
| 2011   | 不参加 | 不参加 | 不参加 | 不参加 | 不参加 | 不参加 | 不参加 |
| 2013   | 8位    | 4      | 0      | 0      | 4      | 8      | 19     |
| 2014   | 不参加 | 不参加 | 不参加 | 不参加 | 不参加 | 不参加 | 不参加 |
| 2015   | 不参加 | 不参加 | 不参加 | 不参加 | 不参加 | 不参加 | 不参加 |
| 合計   | 1/10   | 4      | 0      | 0      | 4      | 8      | 19     |

### フットサルコンフェデレーションズカップの成績
| 開催年 | 結果   | 試合   | 勝利   | 引分   | 敗戦   | 得点   | 失点   |
| ------ | ------ | ------ | ------ | ------ | ------ | ------ | ------ |
| 2009   | 不参加 | 不参加 | 不参加 | 不参加 | 不参加 | 不参加 | 不参加 |
| 2013   | 不参加 | 不参加 | 不参加 | 不参加 | 不参加 | 不参加 | 不参加 |
| 2014   | 6位    | 3      | 1      | 0      | 2      | 6      | 9      |
| 合計   | 1/3    | 3      | 1      | 0      | 2      | 6      | 9      |

## 歴代監督
- 1989年  宮本征勝
- 1992年  須藤茂光
- 1996年 - 2000年  アデマール・ペレイラ・マリーニョ
- 2001年  木村和司
- 2001年 - 2003年 原田理人
- 2003年11月 - 2008年11月  セルジオ・サッポ
- 2009年6月 - 2016年3月  ミゲル・ロドリゴ
- 2016年4月  木暮賢一郎（暫定）
- 2016年8月  鈴木隆二（暫定）
- 2016年10月 - 2021年10月  ブルーノ・ガルシア

- 2021年11月 - 2024年7月18日  木暮賢一郎[20][21]
- 2024年7月18日 -  高橋健介[22]

## 現在のメンバー
2024 AFCフットサルアジアカップ選出メンバー (2024年3月28日発表)
監督： 木暮賢一郎
GK 
- 1 ピレス イゴール　（4/18追加登録）
- 2 黒本ギレルメ

FP 
- 3 山田凱斗
- 4 石田健太郎
- 5 仁部屋和弘
- 6 吉川智貴
- 7 山中翔斗
- 8 堤優太
- 9 平田ネトアントニオマサノリ
- 10 金澤空
- 11 安藤良平
- 12 甲斐稜人
- 13 長坂拓海
- 14 新井裕生

## 歴代選手

### 1989 第1回FIFA5人制室内サッカー世界選手権日本代表
GK 
- 今井雅隆
- 武田亘弘

DF 
- 神崎幹也
- 勝矢寿延
- 倉田安治

MF 
- 北村邦夫
- 神戸清雄
- 矢藤敏則
- 野田知
- 江川重光
- 北澤豪

FW 
- 安藤茂
- 根岸誠一